# Música de Armenia

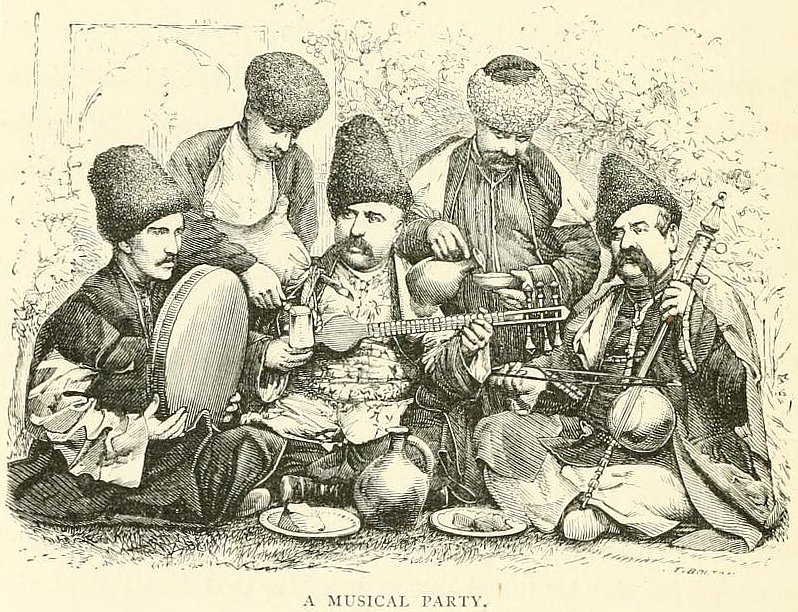

## Música cristiana

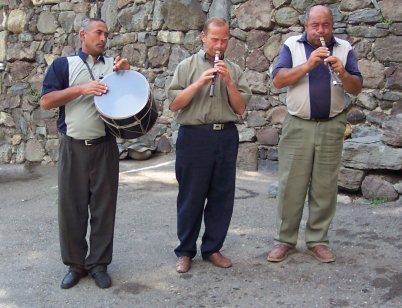
Músicos folclóricos armenios.

El canto armenio compuesto en uno de sus ocho modos, es la forma más común de música religiosa en Armenia.  Se escribe en jaz, una forma autóctona de notación musical.  Muchos de estos cantos tienen un origen antiguo que llega incluso a tiempos precristianos, mientras que otros son relativamente más modernos. Se conservan algunos compuestos por San Mesrob, que inventó el alfabeto armenio. Algunos de los mejores intérpretes de estos cantos o sharakan han cantado en la Catedral de Etchmiazin. Destaca entre ellos la soprano Lusine Zakaryan.
La música religiosa armenia fue litúrgica hasta que Komitas Vardapet introdujo la polifonía a finales del siglo XIX.  Aparte de su contribución a la música religiosa, Komitas puede considerarse el fundador de la música clásica moderna en Armenia. Entre 1833 y 1905 recorrió la meseta armenia y recopiló más de tres mil canciones populares, que armonizó y convirtió en Lied.

## La base melódica de la música armenia

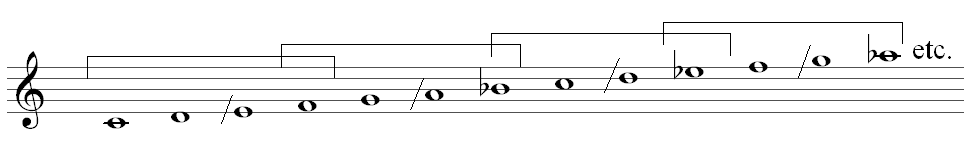

La música follcórica armenia así como la música religiosa no está basada en el sistema tonal europeo sino en el sistema de tetracordios. La última nota de un tetracordio también sirve como la primera nota del siguiente tetracordio - haciendo de la escala, en la cual mucha de la música folclórica armenia está más o menos basada, una escala que cumple su ciclo a las cinco octavas a partir de la cual comienza a repetirse.